# Stactobia huor
Stactobia huor är en nattsländeart som beskrevs av Schmid 1983. Stactobia huor ingår i släktet Stactobia och familjen smånattsländor. Inga underarter finns listade i Catalogue of Life.